# キタイゴロド

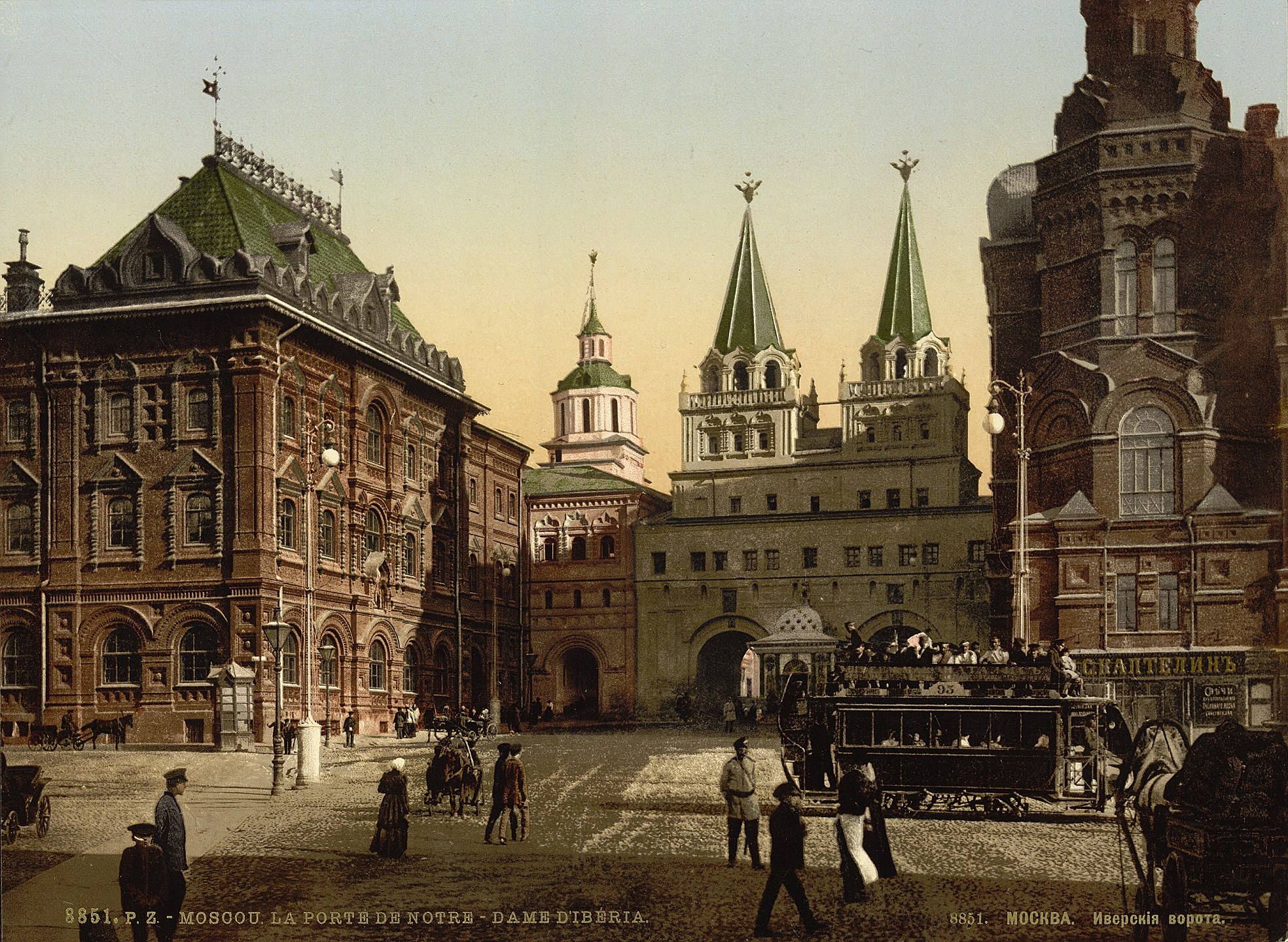
現在唯一残っているイヴェルスキエ門（マネージュ広場 から赤の広場への入り口）

キタイゴロド（ロシア語: Кита́й-го́род＝キタイ・ゴーラット）はロシア、モスクワの中心部にあるクレムリンから赤の広場を隔てた商業地区の名称で、以前は城壁に囲まれていたが今は一部を残すだけとなり、狭い道にグム百貨店、ゴスチーヌイ・ドヴォールなどの建物が林立している。

## 名称
キタイゴロドのゴロド（ロシア語: го́род＝ゴーラット）は町の意味で、ロシア語のキタイは通常「契丹」を起源とする中国（ロシア語: Кита́й）のことであるがそれと関係なく、はっきりしたことは分からないが、初期の城壁は籠に土を入れて作っていたので、その籠を作った植物の古語とも言われている。

## 城壁

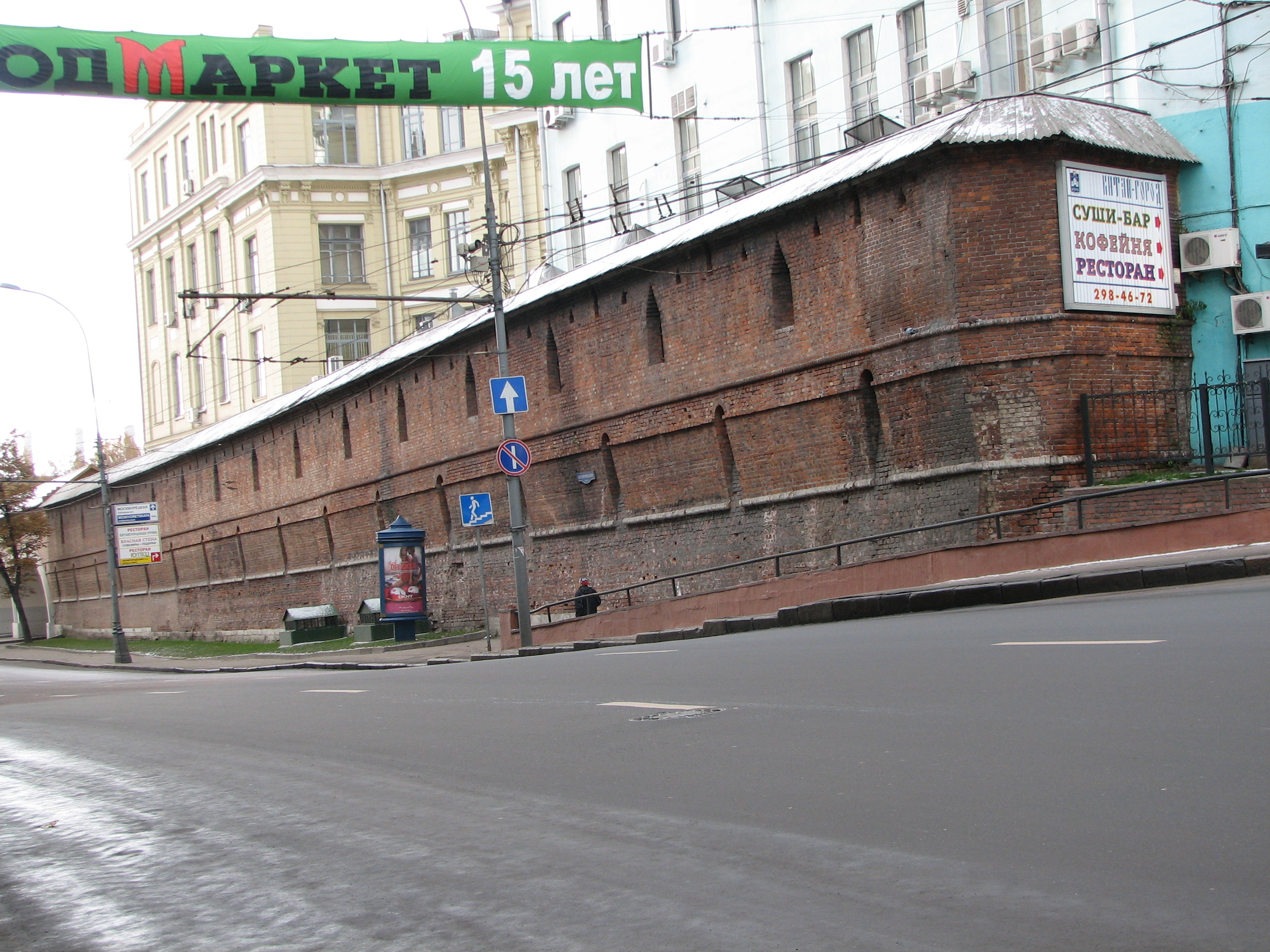
現在残る城壁の一部

城壁は1536～39年に作られて、 13の塔と6つの門からできていた。壁の高さは平均して6メートルであった。1930年には残された塔の最後の部分が壊されたが、今でも城壁の残り部分はザリャーディエ（Zaryadye）とオホートヌイ・リャート駅のそばの2か所に残っている。

## 広場
キタイゴロドには、「モスクワ中心部広場群」の劇場広場（ボリショイ劇場がある）～革命広場、ルビャンカ広場（KGB本部がある）、スラヴャンスカヤ広場がある。

## さまざまな建物
キタイゴロドにある建物は次の通り。
- グム百貨店
- スタールイ・ゴスチーヌイ・ドヴォール
- ニキートニキの至聖三者教会

など

## ギャラリー
（往時の建物も含む）

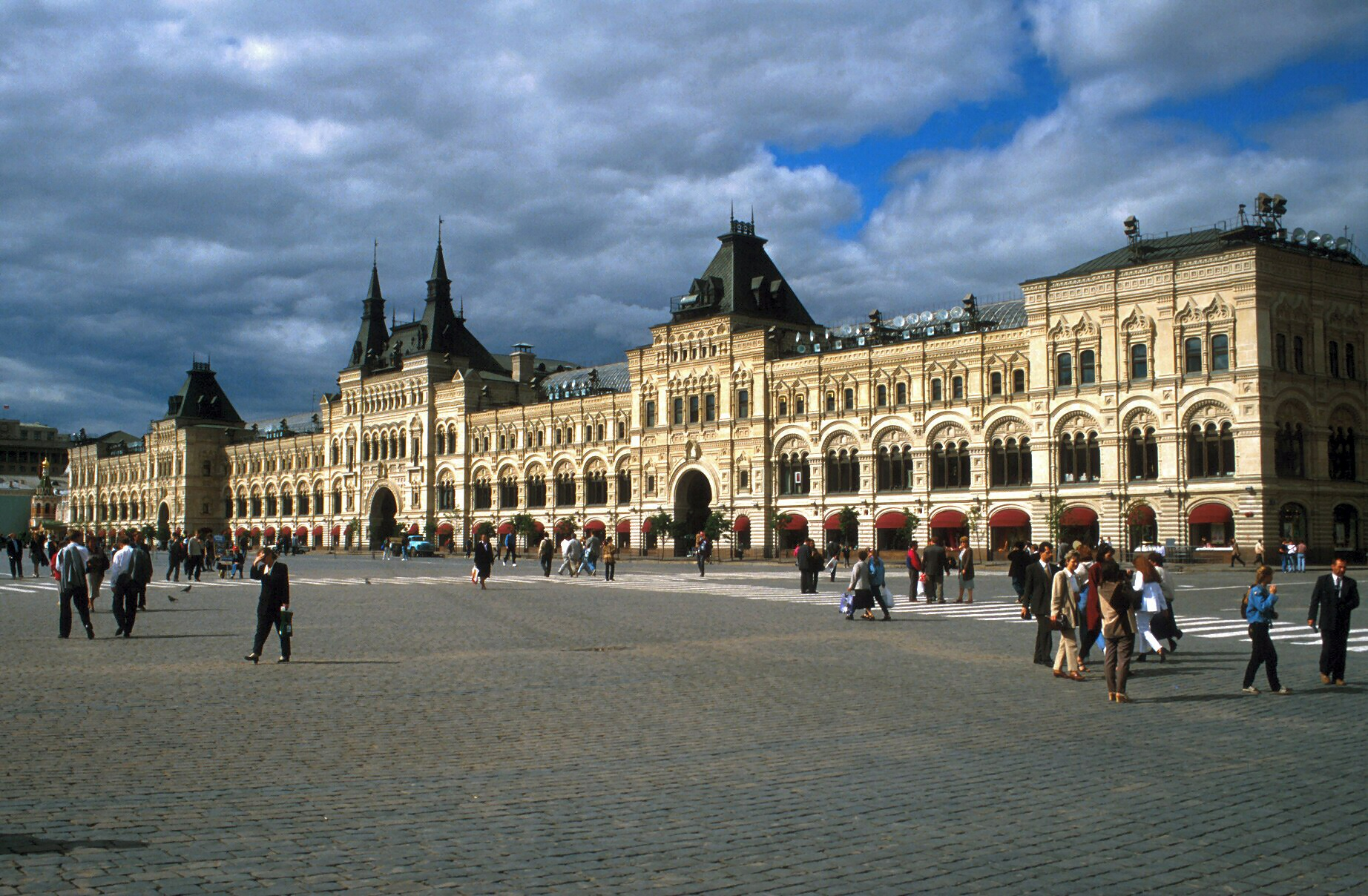
グム百貨店
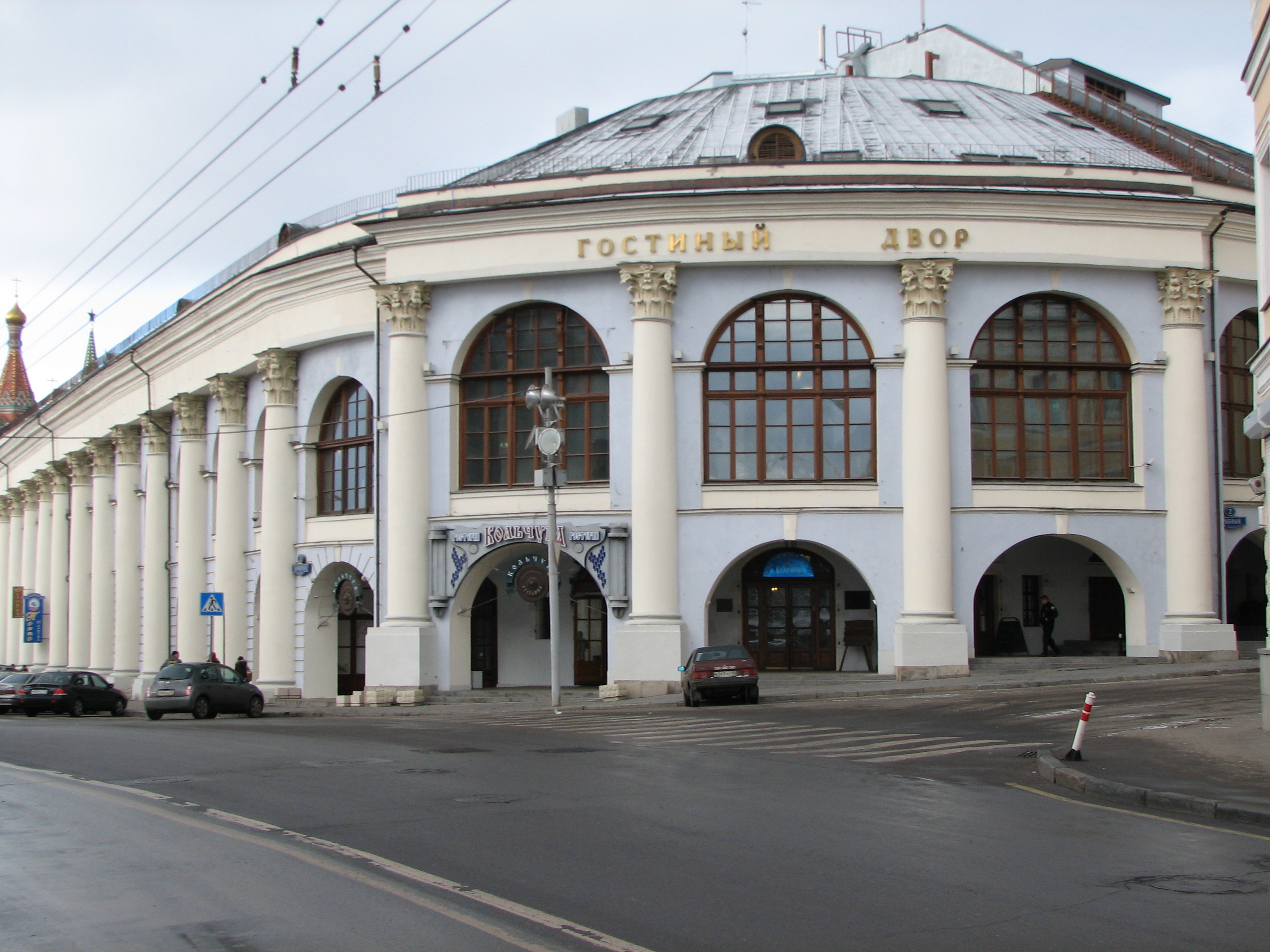
スタールイ・ゴスチーヌイ・ドヴォール
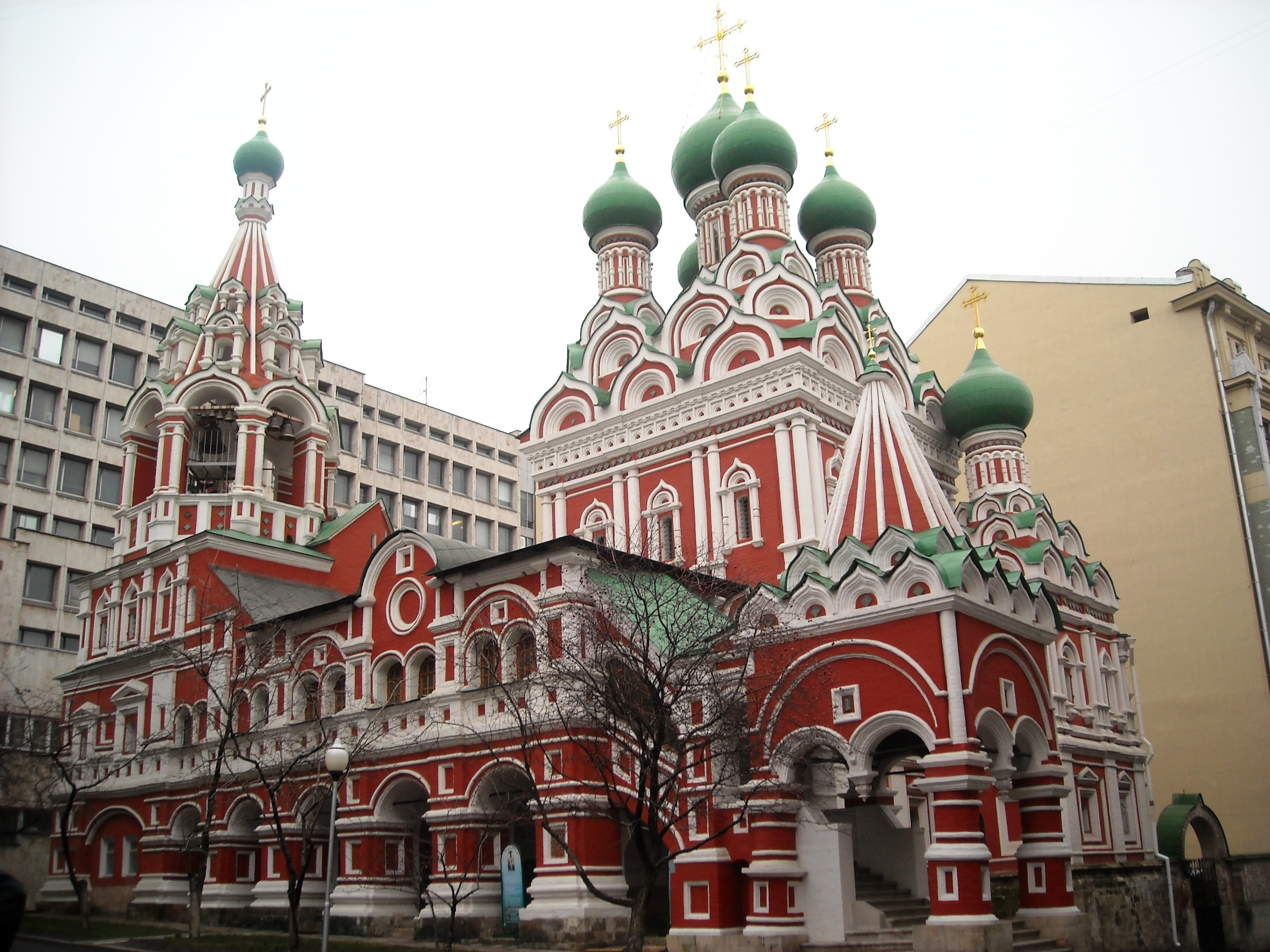
ニキートニキの至聖三者教会
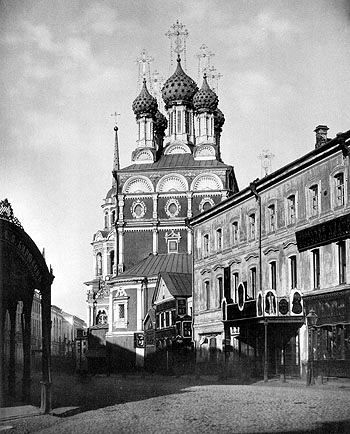
聖ニコライ教会（1933年破壊）
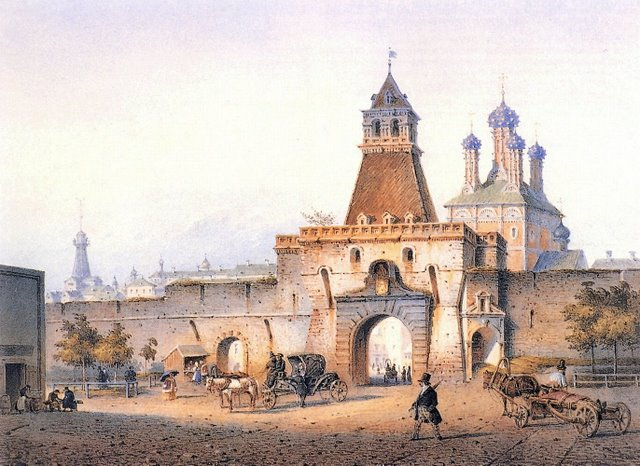
イリインスキー門（聖イリヤ教会）-1851年

## 参照項目
- クレムリン
- 赤の広場
- キタイ・ゴロド駅